# خمه سفلی
روستای موقوفه خمه سفلی، روستایی در دهستان خمه که خود مرکز این دهستان است که از توابع بخش مرکزی شهرستان الیگودرز شهرستان الیگودرز در استان لرستان ایران است.

## جمعیت موقوفه
این روستا در دهستان خمه قرار دارد و بر اساس سرشماری مرکز آمار ایران در سال ۱۳۸۵، جمعیت آن ۱۸۵۰ نفر (۳۷۰خانوار) می‌باشد و طبق سرشماری ۱۳۹۵ جمعیتی بالغ بر ۱۵۴۵ نفر (۳۲۰ خانوار) می‌باشد.

## وقف
این روستا دهها سال به عنوان «ملک حضرت معصومه(س)» وقف شده است و از جمله موقوفات آستان مقدس حرم حضرت معصومه(س) می باشد.